# 二色野豌豆
二色野豌豆（学名：Vicia dichroantha）为豆科野豌豆属的植物，为中国的特有植物。分布于中国大陆的四川、云南等地，生长于海拔1,650米至3,600米的地区，多生于高山灌丛、溪边及谷地，目前尚未由人工引种栽培。

## 别名
高原苕子（云南种子植物名录）